# ماکس پلانک
ماکس کارل ارنست لودویگ پلانک (به آلمانی: Max Karl Ernst Ludwig Planck) (زاده ۲۳ آوریل ۱۸۵۸ – درگذشته ۴ اکتبر ۱۹۴۷) یکی از مهم‌ترین فیزیک‌دانان آلمان در سده ۱۹ میلادی و اوایل سده ۲۰ بود. او را پدر نظریهٔ کوانتوم می‌نامند.

## زندگی
در ۲۳ آوریل سال ۱۸۵۸ در شهر کیل در کشور آلمان به دنیا آمد. وی فرزند ششم ویلهلم پلانک استاد علوم قضایی دانشگاه شهر بود. افراد خانواده پلانک احترام زیادی برای آموزش و پرورش و فرهنگ و حفظ ارزش‌های سنتی خانواده قائل بودند و پلانک این خصوصیات را از والدین به ارث برده بود. وی در نامه‌هایش گوشه‌ای از زندگی خانواده‌ای خود را بازگو می‌کند که در آن‌ها از گذراندن تابستان در تفرجگاه الدنای کنار دریای بالتیک و بازی کروکه روی چمن و خواندن رمان‌های والتر اسکات در هنگام شب و اجرای نمایش و موسیقی با شرکت افراد خانواده سخن می‌گوید.

## تحصیلات
پلانک دوره دبیرستان را در دبیرستان ماکسیمیلان شهر مونیخ گذرانید و در آنجا بود که به علاقهٔ خود به علوم پی برد. پلانک دبیر ریاضی‌اش هرمان مولر را نخستین کسی می‌داند که معنای قوانین فیزیک را برای اولین بار به او فهماند.
پلانک یک تیزهوش استثنایی نبود، دبیرانش در دبیرستان از لحاظ رتبه او را به شاگرد اولی نزدیک می‌دانستند اما او را در هیچ زمانی شاگرد اول نشناختند. معلمان وی جز رفتار شخصی خوب و سخت‌کوشی در کار، نشانه‌ای که حاکی از تابناکی هوش یا وجود استعداد خاصی در او باشد، ندیدند.
به هر حال مهارت‌های او در برخوردهای اجتماعی باید از گونهٔ تراز اولی بوده باشد چرا که محبوب معلمان و همکلاسان خود بود. پلانک پس از گذراندن دوره در گیمنازیوم در سال ۱۸۷۴، ابتدا در دوره کارشناسی دانشگاه مونیخ و چندی بعد در دانشگاه برلین مشغول به تحصیل شد. وی به خواندن فیزیک و ریاضیات پرداخت و در پی انتقال به دانشگاه برلین در کلاس‌های فیزیکدانان مشهور آن روز هلمهولتز و گوستاو کیرشهف شرکت کرد. پلانک علاقهٔ خویش به ترمودینامیک را مدیون این دو استاد می‌دانست.
پلانک نظریه مکانیکی گرمای کلاوزیوس را به تفصیل مطالعه کرد و بعدها خاطر نشان ساخت که این مطالعهٔ خصوصی چیزی بود که سرانجام وی را به فیزیک کشاند. پلانک که تحت تأثیر کار و روشنی روش استدلال کلاوزیوس قرار گرفته بود، ترمودینامیک را به عنوان رشتهٔ اصلی خود انتخاب کرد و برای موضوع تز دکترای خویش در دانشگاه مونیخ (سال ۱۸۷۹)، بررسی قانون دوم ترمودینامیک را برگزید.
تز دکترای پلانک مروری بر دو اصل کلاسیک ترمودینامیک بود، اصل اول، اصل بقای انرژی و اصل دوم مفهوم انتروپی (کمیتی که اندازه‌اش در تمام فرایندهای فیزیکی حقیقی، مدام در افزایش است). هیچ‌کدام از راهنمایان دانشگاهی ممتاز تحت تأثیر افکار پلانک دربارهٔ انتروپی و آزمایش‌های پیشنهادی او قرار نگرفت. استاد هلمهولتز تز او را اصلاً نخواند و کیرشهف هم از آن خوشش نیامد، حتی کلاوزیوس که منبع الهام او بود کمترین علاقه‌ای به موضوع نشان نداد. پلانک با آن واکنش استادان نسبت به پایان‌نامه دکترای خود با وقار و آرامش برخورد کرد و با اشتیاقی حتی بیش از پیش به کار برگشت. فارغ‌التحصیل شدن وی به سبب بیماری‌اش با دو سال تأخیر همراه بود، اما با رتبهٔ ممتاز موفق به اخذ درجهٔ دکترایی در سال ۱۸۷۹ شد.

## فعالیت‌های علمی
پلانک در سال ۱۸۸۰ با سمت دانشیاری به هیئت علمی دانشگاه مونیخ پیوست و ۵ سال پس از آن به مقام استادی دانشگاه کیل رسید. استخدام به عنوان استاد غیررسمی در دانشگاه کیل پلانک، او را از لحاظ علمی مستقل‌تر ساخت. گوستاو کیرشهف استاد راهنمای قدیمی پلانک در سال ۱۸۸۹ درگذشت و کرسی استادی او در دانشگاه برلین خالی ماند، پلانک به جای کیرشهف به عنوان استادیار و مدیر مؤسسه فیزیک نظری منصوب شد. روزی پلانک فراموش می‌کند در چه کلاسی از دانشگاه برلین درس دارد، جلوی اتاق دفتر بخش ایستاده و از کارمندی نشانی محل برگزاری درس آن روز پروفسور پلانک را جویا می‌شود کارمند در جواب می‌گوید: «آنجا مرو مرد جوان، تو بسیار جوان‌تر از آن هستی که بتوانی درس پلانک، استاد فرهیخته ما را بفهمی.»

### تئوری کوانتوم
پلانک در پی استقرار در کرسی استادی خویش، توجه خود را معطوف به پدیدهٔ تابش جسم سیاه، مشکل روز فیزیک کلاسیک کرد که آن را نخستین بار کیرشهف به میان آورده بود. پلانک در سال ۱۹۰۰ به این نتیجه رسید که برای توضیح پدیدهٔ تابش جسم سیاه باید ایده کاملاً جدیدی را پیش کشید. وی این فکر را که انرژی نیز مانند ماده از آحاد یا بسته‌های کوچکی درست شده است، در میان نهاد. آن بسته را کوانتوم نامید که کلمه‌ای برگرفته از زبان لاتین به معنی «چقدر» و جمع آن «کوانتا» بود، این فکر که با اصول و قوانین آن زمان مطابقت نداشت، بالطبع مخالفانی به‌وجود آورد؛ ولی این مخالفت‌ها بیش از ۵ سال طول نکشید، زیرا تئوری انیشتین که متکی به تئوری کوانتا بود، بیان شد و ارزش واقعی و حقیقی تئوری پلانک را معلوم نمود. بعد از آن پلانک و انیشتین با یکدیگر مکاتباتی آغاز کردند که تا پایان عمر پلانک ادامه یافت و سبب همکاری‌های مهمی بین آن‌ها در زمینهٔ خواص نور نیز شد.
سهمی که پلانک در پیشبرد علم ادا کرد، او را به یکی از برترین دانشمندان تبدیل کرد. او مورد احترام همکاران خود در همهٔ حوزه‌های علمی و از همهٔ ملیت‌های جهان بود.

## جایزهٔ نوبل
در سال ۱۹۱۸ آلبرت اینشتین، نیلز بور و ارنست رادرفورد، که همگی مستحق کسب جایزه نوبل بودند، با توافق پلانک را مستحق‌ترین شخص برای کسب این افتخار دانستند. بدین ترتیب پلانک به اخذ جایزهٔ نوبل نائل آمد و استاد دانشگاه برلین گردید.
به جای انجمن قیصر ویلهلم که در سال ۱۹۱۱ منحل شده بود، انجمن ماکس پلانک برای پیشبرد علم تأسیس شد که خود او از ۱۹۳۰ تا ۱۹۳۷ ریاست این انجمن را بر عهده داشت.

## دیدگاه مذهبی
پلانک عضو کلیسای لوتران بود. او در طول زندگی دیدگاه دادارباوری یا دئیسم داشت. به عنوان مثال شش ماه قبل از مرگش شایع شده بود که او به مسیحیت کاتولیک گرویده است اما وقتی از او دربارهٔ این تصمیمش سؤال شد او پاسخ داد که اگرچه در طول زندگی همواره عمیقاً شخصیتی مذهبی داشته‌ام اما به خدای شخص‌وار اعتقادی ندارم.
پلانک یک دانشمند را به عنوان شخصی رویاپرداز و مسیحی می‌دانست او گفت: «علم و دین هر دو نیازمند اعتقاد به خدا هستند، به اعتقاد مؤمنان خدا در ابتدای هرچیز است و به اعتقاد فیزیک‌دانان خدا در پایان هرگونه نظریه‌پردازی است… شروع هر چیزی بوده و در ادامه ملکه عمارت هرگونه جهان بینی توسعه یافته است».
او در سال ۱۹۴۴ گفت: «به عنوان شخصی که تمام زندگیش را صرف مطالعه در روشن‌ترین علوم و مطالعه ماهیت ماده کرد، نتایج تحقیقاتم را این گونه خلاصه می‌کنم: هیچ ماده‌ای به معنای واقعی کلمه وجود ندارد، منشأ و حیات عالم مادی به لطف وجود نیرویی است که ذرات زیراتمی را کنار هم و به صورت مرتعش نگاه داشته که به‌واسطه آن این منظومه شمسی کوچک که در ساختار اتم وجود دارد حفظ می‌شود و ما باید این را درنظر داشته باشیم که در ورای این نیرو یک وجود و روح هوشمند و آگاه حضور دارد، که این وجود، روح و شالوده تمام هستی است.».

## درگذشت

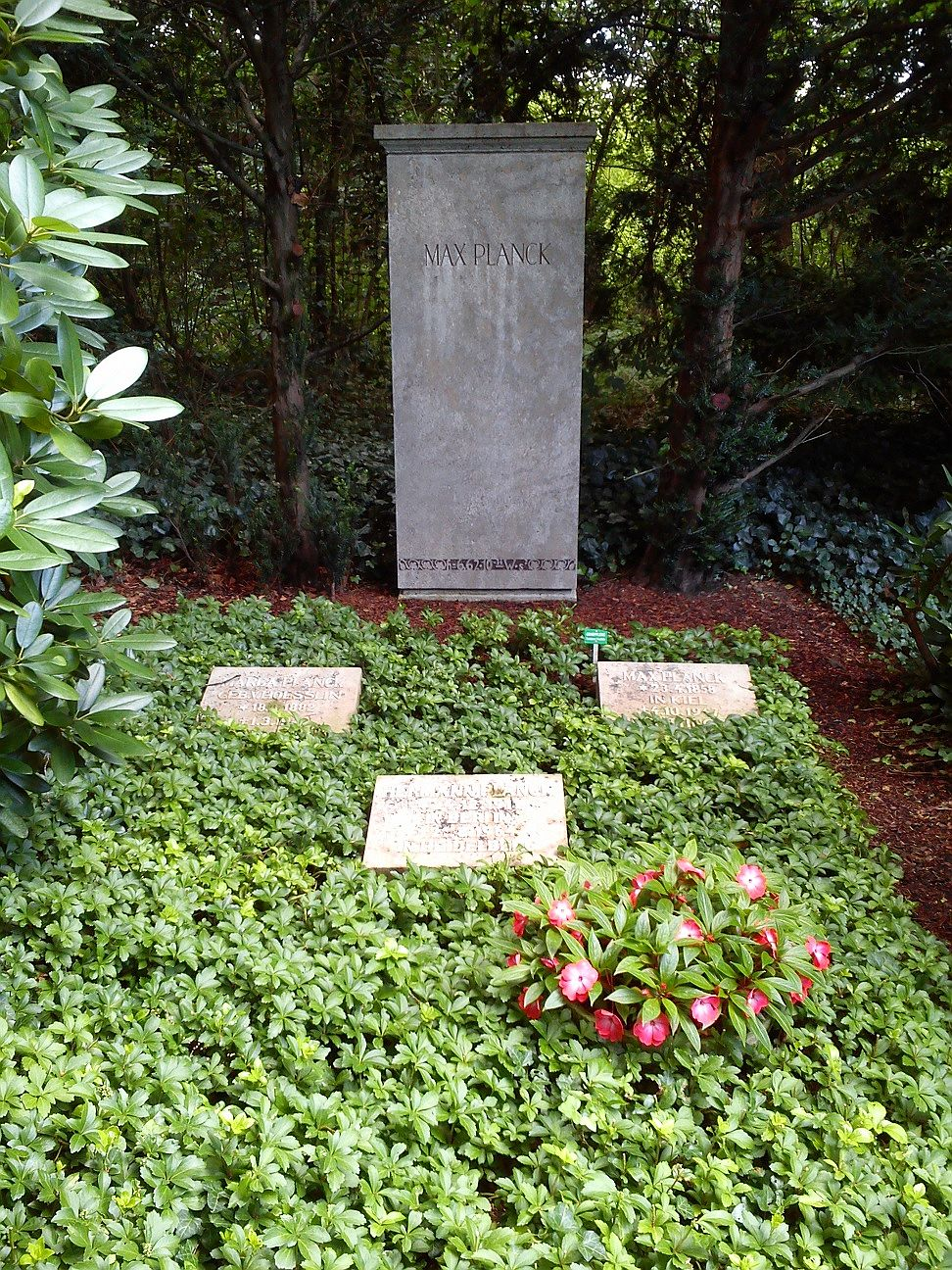
مزار ماکس پلانک و خانواده او

پلانک در روز ۴ اکتبر ۱۹۴۷ در ۸۹ سالگی در پی یک حملهٔ قلبی درگذشت.
تاریخ او را به پاس دو کشف عمده‌اش به یاد خواهد داشت: کشف نظریه کوانتومی و کشف آلبرت اینشتین. اینشتین در سال ۱۹۳۲ در ستایش ماکس پلانک نوشت: «انسان‌های زیادی عمر خود را وقف علم می‌کنند اما آن‌ها همه به خاطر خودِ علم آن کار را نمی‌کنند. عده‌ای برای آن به معبد علم می‌آیند که علم به آن‌ها فرصت بروز استعدادهای ویژه‌شان را می‌دهد. برای این گروه علم گونه‌ای ورزش است که آن‌ها از تمرین در آن به وجد می‌آیند، مانند آن ورزشکاری که از تمرین دادن به ماهیچه‌های قوی خود شاد می‌شود. گروه دیگری از انسان‌ها به معبد علم برای عرضه توده مغز خود می‌آیند به آن امید که از آن کار بازده مفیدی بیندوزند. این عده تنها از آن رو سر از کار علمی درمی‌آورند که شرایط گزینش حرفه انتخابی را به حسب اتفاق پیش روی آن‌ها نهاده است. اگر شرایط حاکم بر آن گزینش به گونه دیگری بود، آن‌ها ممکن بود سیاست‌مدار یا مدیر تجاری بشوند. چنانچه پیش آید که خدا فرشته‌ای از فرشتگان خود را برای بیرون راندن گروه‌هایی که نام بردیم از معبد به پایین بفرستد، بیم آن دارم که معبد از بن خالی شود. با این حال هنوز شمار اندکی از عابدان در آن باقی خواهند ماند برخی از زمان‌های گذشته و برخی از عصر خود ما. پلانک ما جای در گروه اخیر دارد و از این روست که ما همه او را دوست داریم.»